# Quadrant (Astrologie)
Ein Quadrant ist in der Astrologie einer von vier Teilen eines Horoskops entsprechend einer Aufteilung nach Horizontachse und Vertikalachse.
Die Horizontachse wird dabei gebildet durch die Verbindungslinie von Aszendent (ASC, Schnittpunkt von aufsteigender Ekliptik und Horizont) und Deszendent (DSC, Schnittpunkt von absteigender Ekliptik und Horizont), die Vertikalachse (auch Meridianachse, Weltachse oder lateinisch Axis mundi) durch die Verbindungslinie von Medium coeli (MC, oberer Schnittpunkt von Meridian und Ekliptik) und Imum coeli (IC, unterer Schnittpunkt von Meridian und Ekliptik).
Die Hälfte oberhalb der Horizontalachse mit dem MC wird dabei als Taghälfte, die unterhalb der Horizontalachse mit dem IC als Nachthälfte bezeichnet.
Analog wird die Hälfte links der Vertikalachse mit dem Aszendenten als Osthälfte, jene rechts der Vertikalachse mit dem Deszendenten als Westhälfte bezeichnet.
Die Quadrantenaufteilung ergibt sich dann aus den Überschneidungen der Hälften und werden wie die Häuser gegen den Uhrzeigersinn durchgezählt:
- I. Quadrant: östliches Nachtviertel mit den Häusern 1 bis 3
- II. Quadrant: westliches Nachtviertel mit den Häusern 4 bis 6
- III. Quadrant: westliches Tagviertel mit den Häusern 7 bis 9
- IV. Quadrant: östliches Tagviertel mit den Häusern 10 bis 12

Die Aufteilung nach den vier Aszendent, Deszendent, Medium coeli und Imum coeli existierte bereits in der Antike. Die Griechen nannten die vier Punkte κέντρα, die Römer centra oder cardines, weshalb man auch von Kardinalpunkten spricht.
Die entsprechenden Häuser, nämlich das 1., 4., 7. und 10. Haus bezeichnet man auch als kardinale Häuser. Befindet sich ein Planet in einem kardinalen Haus, so nennt man ihn auch kardinal-
Die Aufteilung in vier Quadranten gilt als ein Vorläufer der heute gebrauchten Aufteilung in 12 Häuser, bei dem jeder Quadrant dreigeteilt wird. Eine Zwischenstufe bildet der Oktatopos („acht Orte“), bei dem jeder Quadrant zweigeteilt wird. 
Eine andere Aufteilung in Quadranten ergibt sich, wenn man nicht Häuser, sondern je drei benachbarte Tierkreiszeichen folgendermaßen zusammenfasst:
- I. Quadrant: Widder, Stier, Zwillinge (0° bis 90°)
- II. Quadrant: Krebs, Löwe, Jungfrau (90° bis 180°)
- III. Quadrant: Waage, Skorpion, Schütze (180° bis 270°)
- IV. Quadrant: Steinbock, Wassermann, Fische (270° bis 360°)

In beiden Formen, sowohl bei den Häuserquadranten als auch bei den Tierkreisquadranten, werden von Astrologen den Quadranten Eigenschaften und Einflüsse zugeschrieben, wobei man sich an bekannten Vierteilungen orientierte, wie zum Beispiel den vier Himmelsrichtungen, den vier Jahreszeiten, den vier Lebensaltern, den vier Temperamenten und den vier Elementen.
So beschreibt Ptolemäus in seinem Tetrabiblos den I. und III. Häuserquadranten als „weiblich“ und „okzidental“, den II. und IV. Quadranten als „männlich“ und „oriental“. Eine hermetische Schrift interpretiert die Häuserquadranten als Lebensalter entsprechend dem Sonnenlauf, wobei der IV. Quadrant der Jugend, der III. der Reife, der II. dem Alter und der I. dem Tod entspricht.